# Lista vicepreședinților de state din anul 2015
Lista vicepreședinților în anul 2015 se bazează pe Lista statelor lumii și pe Lista de teritorii dependente, așa cum sunt ele cunoscute de la 1 ianuarie 2015 pâna la 31 decembrie 2015.
Gruparea acestora s-a făcut pe baza statutului entitătii pe care o reprezintă după cim urmează State independente recunoscute cvasigeneral, State independente recunoscute parțial de comunitatea internațională, State independente nerecunoscute, Teritorii nesuverane și Guverne alternative și / sau în exil. Vicepreședintele (numele oficial al funcției poate diferi de la stat la stat conform uzanțelor naționale) este  personalitate politică a cărui primă funcție este de a înlocui președintele  atunci când acesta este absent, demisonat, decedat sau nu este disponibil pentru a-și Indplini atribuțiile indiferent din ce motiv. Pot avea vicepreședinți și teritoriile autonome dependente.

## State independente recunoscute cvasigeneral
| Statul                     | Funcția                                                                                         | Numele | Începând cu        |
| -------------------------- | ----------------------------------------------------------------------------------------------- | --- | ------------------ |
| Afganistan                 | Primul vicepreședinte                                                                           | Abdul Rashid Dostum                                                                                                | 29 septembrie 2014 |
| Afganistan                 | Al doilea vicepreședinte                                                                        | Sarwar Danish | 29 septembrie 2014 |
| Africa de Sud              | Președinte adjunct                                                                              | Cyril Ramaphosa | 26 mai 2014        |
| Angola                     | Vicepresedinte                                                                                  | Manuel Vicente | 26 septembrie 2012 |
| Argentina                  | Vicepreședinți (succesivi)                                                                      | Gabriela Michetti                                                                                                  | 10 decembrie 2015  |
| Argentina                  | Vicepreședinți (succesivi)                                                                      | Amado Boudou | 10 decembrie 2011  |
| Birmania                   | Vicepresedinte                                                                                  | Sai Mauk Kham | 1 iulie 2012       |
| Birmania                   | Vicepresedinte                                                                                  | Nyan Tun | 15 august 2012     |
| Birmania                   | Vicepresedinte                                                                                  | funcție vacantă | 30 martie 2011     |
| Bolivia                    | Vicepreședinte                                                                                  | Álvaro García Linera                                                                                               | 22 ianuarie 2006   |
| Botswana                   | Vicepreședinte                                                                                  | Mokgweetsi Masisi                                                                                                  | 12 noiembrie 2014  |
| Brazilia                   | Vicepreședinte                                                                                  | Michel Temer | 1 ianuarie 2011    |
| Bulgaria                   | Vicepreședintă                                                                                  | Margarita Popova                                                                                                   | 22 ianuarie 2012   |
| Burundi                    | Primul vicepreședinte (succesivi)                                                               | Gaston Sindimwo | 20 august 2015     |
| Burundi                    | Primul vicepreședinte (succesivi)                                                               | Prosper Bazombanza                                                                                                 | 24 februarie 2014  |
| Burundi                    | Al doilea vicepreședinte (succesivi)                                                            | Joseph Butore | 20 august 2015     |
| Burundi                    | Al doilea vicepreședinte (succesivi)                                                            | funcție vacantă | 25 iunie 2015      |
| Burundi                    | Al doilea vicepreședinte (succesivi)                                                            | Gervais Rufyikiri                                                                                                  | 28 august 2010     |
| China (vezi și : §2)       | Vicepreședinte                                                                                  | Li Yuanchao | 14 martie 2013     |
| Cipru                      | Vicepreședinte                                                                                  | funcție vacantă | iulie 1974         |
| Columbia                   | Vicepreședinte                                                                                  | Germán Vargas Lleras                                                                                               | 7 august 2014      |
| Comore                     | Vicepreședinte pentru insula Mohéli                                                             | Fouad Mohadji (însărcinat cu Sănătatea, Solidaritatea, Coeziunea Socială și Promovarea de Gen)                     | 30 mai 2011        |
| Comore                     | Vicepreședinte pentru insula Grand Comore                                                       | Mohamed Ali Soilihi (însărcinat cu Finanțele, Economia, Budgetul, Investițiile, Comerțul Exterior și Privatizarea) | 30 mai 2011        |
| Comore                     | Vicepreședinte pentru insula Anjouan                                                            | Nourdine Bourhane (însărcinat cu Planificarea Regională, Infrastructura, Planificarea urbană și Locuințele)        | 30 mai 2011        |
| Coreeană, R.P.D.           | Prim Vicepresedinte al Comisiei Apărării Naționale                                              | funcție vacantă | 6 noiembrie 2010   |
| Coreeană, R.P.D.           | Vicepresedinte al Comisiei Apărării Naționale                                                   | funcție vacantă | aprilie 2012       |
| Coreeană, R.P.D.           | Vicepresedinte al Comisiei Apărării Naționale                                                   | Hwang Pyong So | 28 septembrie 2014 |
| Coreeană, R.P.D.           | Vicepresedinte al Comisiei Apărării Naționale                                                   | O Kuk Ryol | aprilie 2009       |
| Coreeană, R.P.D.           | Vicepresedinte al Comisiei Apărării Naționale                                                   | Ri Yong Mu | aprilie 2009       |
| Coreeană, R.P.D.           | Vicepresedinte al Prezidiului Adunării Populare Supreme                                         | Kim Yong Dae | aprilie 2009       |
| Coreeană, R.P.D.           | Vicepresedinte al Prezidiului Adunării Populare Supreme                                         | Yang Hyong-sop | 5 septembrie 1998  |
| Coreeană, R.P.D.           | Vicepresedinte de onoare al Prezidiului Adunării Populare Supreme                               | Choe Yong Rim | aprilie 2013       |
| Coreeană, R.P.D.           | Vicepresedinte de onoare al Prezidiului Adunării Populare Supreme                               | Kim Yong Ju | septembrie 2003    |
| Costa Rica                 | Primul vicepreședinte                                                                           | Helio Fallas Venegas                                                                                               | 8 mai 2014         |
| Costa Rica                 | Al doilea vicepreședinte                                                                        | Ana Helena Chacón Echeverría                                                                                       | 8 mai 2014         |
| Cuba                       | Prim vicepreședinte al Consiliului de Stat                                                      | Miguel Díaz-Canel                                                                                                  | 24 februarie 2013  |
| Cuba                       | Vicepreședinte al Consilului de Stat                                                            | Gladys María Bejerano Portela                                                                                      | 11 septembrie 2009 |
| Cuba                       | Vicepreședinte al Consilului de Stat                                                            | Mercedes Lopez Acea                                                                                                | 24 februarie 2013  |
| Cuba                       | Vicepreședinte al Consilului de Stat                                                            | Jose Ramon Machado Ventura                                                                                         | 24 februarie 2013  |
| Cuba                       | Vicepreședinte al Consilului de Stat                                                            | Ramiro Valdes Menendez                                                                                             | 20 decembrie 2009  |
| Cuba                       | Vicepreședinte al Consilului de Stat                                                            | Salvador Valdes Mesa                                                                                               | 24 februarie 2013  |
| Dominicană, Republica      | Vicepreședinte                                                                                  | Margarita Cedeño de Fernández                                                                                      | 16 august 2012     |
| Ecuador                    | Vicepreședinte                                                                                  | Jorge Glas | 24 mai 2013        |
| El Salvador                | Vicepreședinte                                                                                  | Óscar Ortiz | 1 iunie 2014       |
| Elveția                    | Vicepreședinte                                                                                  | Johann Schneider-Ammann                                                                                            | 1 ianuarie 2015    |
| Emiratele Arabe Unite      | Vicepreședinte                                                                                  | Mohammed bin Rashid Al Maktoum                                                                                     | 11 februarie 2006  |
| Filipine                   | Vicepresedinte                                                                                  | Jejomar Binay | 30 iunie 2010      |
| Gambia                     | Vicepreședintă                                                                                  | Isatou Njie-Saidy                                                                                                  | 20 martie 1997     |
| Ghana                      | Vicepreședinte                                                                                  | Kwesi Amissah-Arthur                                                                                               | 6 august 2012      |
| Guatemala                  | Vicepreședinți (succesivi)                                                                      | Juan Alfonso Fuentes Soria                                                                                         | 16 septembrie 2015 |
| Guatemala                  | Vicepreședinți (succesivi)                                                                      | funcție vacantă | 3 septembrie 2015  |
| Guatemala                  | Vicepreședinți (succesivi)                                                                      | Alejandro Maldonado Aguirre                                                                                        | 14 mai 2015        |
| Guatemala                  | Vicepreședinți (succesivi)                                                                      | funcție vacantă | 8 mai 2015         |
| Guatemala                  | Vicepreședinți (succesivi)                                                                      | Roxana Baldetti | 14 ianuarie 2012   |
| Guineea Ecuatorială        | Prim vicepreședinte însărcinat cu afacerile economice și finaniare                              | Ignacio Milam Tang                                                                                                 | 21 mai 2012        |
| Guineea Ecuatorială        | Vicepreședinte însărcinat cu apărarea națională și securitatea                                  | Teodoro Nguema Obiang Mangue                                                                                       | 22 mai 2012        |
| Guyana                     | Primul vicepreședinte (succesivi)                                                               | Moses Nagamootoo                                                                                                   | 20 mai 2015        |
| Guyana                     | Primul vicepreședinte (succesivi)                                                               | Sam Hinds | decembrie 1997     |
| Guyana                     | Al doilea vicepreședinte                                                                        | Khemraj Ramjattan                                                                                                  | 20 mai 2015        |
| Guyana                     | Al doilea vicepreședinte                                                                        | funcție vacantă | decembrie 2011     |
| Guyana                     | Al treilea vicepreședinte                                                                       | Carl Greenidge | 20 mai 2015        |
| Guyana                     | Al patrulea vicepreședinte                                                                      | Sydney Allicock | 19 mai 2015        |
| Honduras                   | Primul vicepreședinte                                                                           | Ricardo Antonio Alvarez Arias                                                                                      | 27 ianuarie 2014   |
| Honduras                   | A doua vicepreședintă                                                                           | Ana Rossana Guevara Pinto                                                                                          | 27 ianuarie 2014   |
| Honduras                   | A treia vicepreședintă                                                                          | Lorena Enriqueta Herrera Estevez                                                                                   | 27 ianuarie 2014   |
| India                      | Vicepreședinte                                                                                  | Mohammad Hamid Ansari                                                                                              | 11 august 2007     |
| Indonezia                  | Vicepreședinte                                                                                  | Jusuf Kalla | 20 octombrie 2014  |
| Irak · (vezi și : §4)      | Vicepresedinte                                                                                  | funcție desființată                                                                                                | 11 august 2015     |
| Irak · (vezi și : §4)      | Vicepresedinte                                                                                  | Nouri al-Maliki | 9 septembrie 2014  |
| Irak · (vezi și : §4)      | Vicepresedinte                                                                                  | funcție desființată                                                                                                | 11 august 2015     |
| Irak · (vezi și : §4)      | Vicepresedinte                                                                                  | Osama al-Nujaifi                                                                                                   | 9 septembrie 2014  |
| Irak · (vezi și : §4)      | Vicepresedinte                                                                                  | funcție desființată                                                                                                | 11 august 2015     |
| Irak · (vezi și : §4)      | Vicepresedinte                                                                                  | Ayad Allawi | 9 septembrie 2014  |
| Iran                       | Prim vicepreședinte                                                                             | Eshaq Jahangiri | 4 august 2013      |
| Iran                       | Vicepreședinte pentru Afaceri Parlamentare                                                      | Majid Ansari | 1 septembrie 2013  |
| Iran                       | Vicepreședinte pentru Știință și Tehnologie și Președinte al Fundației pentru Elitele Naționale | Sorena Sattari | 4 octombrie 2013   |
| Iran                       | Vicepreședinte și Șef al Organizației pentru Moștenirea Culturală, Artizanat și Turism          | Masoud Soltanifar                                                                                                  | 1 februarie 2014   |
| Iran                       | Vicepreședinte și Șef al Organizației pentru Energia Atomică                                    | Ali Akbar Salehi                                                                                                   | 16 august 2013     |
| Iran                       | Vicepreședinte și Șef al Fundației pentru Afacerile Martirilor și Veteranilor                   | Mohammad-Ali Shahidi                                                                                               | 15 septembrie 2013 |
| Iran                       | Vicepreședintă și Șefă al Organizației pentru Protecția Mediului                                | Masoumeh Ebtekar                                                                                                   | 10 septembrie 2013 |
| Iran                       | Vicepreședinte și Șef al Organizației pentru Organizare și Planificare                          | Mohammad Bagher Nobakht                                                                                            | 10 noiembrie 2014  |
| Iran                       | Vicepreședintă pentru Afacerile Legale                                                          | Elham Aminzadeh | 11 august 2013     |
| Iran                       | Vicepreședintă pentru Afacerile Femeilor și Familiei                                            | Shahindokht Molaverdi                                                                                              | 8 octombrie 2013   |
| Iran                       | Vicepreședinte pentru Afaceri Executive                                                         | Mohammad Shariatmadari                                                                                             | 8 octombrie 2013   |
| Kenya                      | Președinte adjunct                                                                              | William Ruto | 9 aprilie 2013     |
| Kiribati                   | Vicepreședinte                                                                                  | Teima Onorio | 28 martie 2003     |
| Laos                       | Vicepresedinte                                                                                  | Bounnhang Vorachith                                                                                                | 8 iunie 2006       |
| Libia · (vezi și : §5)     | Președinte Adjunct al Camerei Reprezentanțlor                                                   | Imhemed Shaib , (corevendicator ȋncepȃnd cu august 2014)                                                           | 5 august 2014      |
| Libia · (vezi și : §5)     | Președinte Adjunct al Camerei Reprezentanțlor                                                   | Ahmed Huma , (corevendicator ȋncepȃnd cu august 2014)                                                              | 5 august 2014      |
| Malawi                     | Vicepreședinte                                                                                  | Saulos Chilima | 31 mai 2014        |
| Maldive                    | Vicepreședinți (succesivi)                                                                      | Ahmed Adeeb | 22 iulie 2015      |
| Maldive                    | Vicepreședinți (succesivi)                                                                      | Mohamed Jameel Ahmed                                                                                               | 17 noiembrie 2013  |
| Mauritius                  | Vicepreședinte                                                                                  | Monique Ohsan Bellepeau                                                                                            | 12 noiembrie 2010  |
| Micronezia                 | Vicepreședinți (succesivi)                                                                      | Yosiwo George | 11 mai 2015        |
| Micronezia                 | Vicepreședinți (succesivi)                                                                      | Alik L. Alik | 11 mai 2007        |
| Namibia                    | Vicepreședinte                                                                                  | Nickey Iyambo | 21 martie 2015     |
| Nepal                      | Vicepresedinți (succesivi)                                                                      | Nanda Kishor Pun                                                                                                   | 31 octombrie 2015  |
| Nepal                      | Vicepresedinți (succesivi)                                                                      | Parmanand Jha | 23 iulie 2008      |
| Nicaragua                  | Vicepreședinte                                                                                  | Moises Omar Halleslevens Acevedo                                                                                   | 10 ianuarie 2012   |
| Nigeria                    | Vicepreședinți (succesivi)                                                                      | Yemi Osinbajo | 29 mai 2015        |
| Nigeria                    | Vicepreședinți (succesivi)                                                                      | Namadi Sambo | 19 mai 2010        |
| Palau                      | Vicepreședinte                                                                                  | Antonio Bells | 17 ianuarie 2013   |
| Panama                     | Vicepreședintă                                                                                  | Isabel Saint Malo                                                                                                  | 1 iulie 2014       |
| Paraguay                   | Vicepreședinte                                                                                  | Juan Afara | 15 august 2013     |
| Peru                       | Primul vicepreședinte                                                                           | Marisol Espinoza Cruz                                                                                              | 28 iulie 2011      |
| Peru                       | Al doilea vicepreședinte                                                                        | funcție vacantă | 16 ianuarie 2012   |
| Samoa                      | Membru în Consiliul Deputaților                                                                 | Va'aletoa Sualauvi II                                                                                              | 2004               |
| Samoa                      | Membru în Consiliul Deputaților                                                                 | funcție vacantă | 2007               |
| Samoa                      | Membru în Consiliul Deputaților                                                                 | funcție vacantă | 2006               |
| Seychelles                 | Vicepreședinte                                                                                  | Danny Faure | 1 iulie 2010       |
| Sierra Leone               | Vicepreședinți (succesivi)                                                                      | Victor Bockarie Foh                                                                                                | 19 martie 2015     |
| Sierra Leone               | Vicepreședinți (succesivi)                                                                      | Samuel Sam-Sumana                                                                                                  | 17 septembrie 2007 |
| Siria · (vezi și : §5)     | Vicepreședintă                                                                                  | Najah al-Attar | 23 martie 2006     |
| Statele Unite ale Americii | Vicepreședinte                                                                                  | Joe Biden | 20 ianuarie 2009   |
| Sudan                      | Primul vicepresedinte                                                                           | Bakri Hassan Saleh                                                                                                 | 8 decembrie 2013   |
| Sudan                      | Al doilea vicepresedinte                                                                        | Hassabu Mohamed Abdalrahman                                                                                        | 7 decembrie 2013   |
| Sudanul de Sud             | Vicepreședinte                                                                                  | James Wani Igga | 25 august 2013     |
| Surinam                    | Vicepreședinți (succesivi)                                                                      | Ashwin Adhin | 1 februarie 2015   |
| Surinam                    | Vicepreședinți (succesivi)                                                                      | Robert Ameerali | 12 august 2010     |
| Tanzania · (vezi și : §4)  | Vicepreședinți (succesivi)                                                                      | Samia Suluhu | 5 noiembrie 2015   |
| Tanzania · (vezi și : §4)  | Vicepreședinți (succesivi)                                                                      | Mohamed Gharib Bilal                                                                                               | 6 noiembrie 2010   |
| Uganda                     | Vicepresedinte                                                                                  | Edward Ssekandi | 24 mai 2011        |
| Uruguay                    | Vicepreședinți (succesivi)                                                                      | Raúl Fernando Sendic Rodríguez                                                                                     | 1 martie 2015      |
| Uruguay                    | Vicepreședinți (succesivi)                                                                      | Danilo Astori | 1 martie 2010      |
| Venezuela                  | Vicepreședinte executiv                                                                         | Jorge Arreaza | 19 aprilie 2013    |
| Vietnam                    | Vicepreședintă                                                                                  | Nguyễn Thị Doan | 25 iulie 2007      |
| Yemen · (vezi și : §5)     | Vicepreședinte                                                                                  | Khaled Bahah (corevendicator ȋncepȃnd cu aprilie 2015)                                                             | 13 aprilie 2015    |
| Yemen · (vezi și : §5)     | Vicepreședinte                                                                                  | funcție vacantă | 27 februarie 2012  |
| Zambia                     | Vicepreședintă                                                                                  | Inonge Wina | 26 ianuarie 2015   |
| Zambia                     | Vicepreședintă                                                                                  | funcție vacantă | 28 octombrie 2014  |
| Zimbabwe                   | Vicepreședinte                                                                                  | Emmerson Mnangagwa                                                                                                 | 12 decembrie 2014  |
| Zimbabwe                   | Vicepreședinte                                                                                  | Phelekezela Mphoko                                                                                                 | 12 decembrie 2014  |

## State independente recunoscute parțial
| Statul și statutul | Separat din | Funcția        | Numele        | Începând cu        |
| ------------------ | ----------- | -------------- | ------------- | ------------------ |
| Abhazia            | Georgia     | Vicepreședinte | Vitali Gabnia | 25 septembrie 2014 |
| Taiwan             | China       | Vicepreședinte | Wu Den-yih    | 20 mai 2012        |

## State independente nerecunoscute
| Statul și statutul | Separat din | Funcția        | Numele             | Începând cu   |
| ------------------ | ----------- | -------------- | ------------------ | ------------- |
| Somaliland         | Somalia     | Vicepreședinte | Abdirahman Saylici | 27 iulie 2010 |

## Teritorii nesuverane
| Teritoriu              | Suveranitate      | Funcția                                                                      | Numele                             | Începând cu        |
| ---------------------- | ----------------- | ---------------------------------------------------------------------------- | ---------------------------------- | ------------------ |
| Bougainville, Insulele | Papua Noua Guinee | Vicepreședinte                                                               | Patrick Nisira                     | 10 iunie 2010      |
| Galmudug               | Somalia           | Vicepreședinți (succesivi)                                                   | Mohamed Hashi Abdi                 | 4 iulie 2015       |
| Galmudug               | Somalia           | Vicepreședinți (succesivi)                                                   | Abdisamad Nuur Gulled              | 2009               |
| Jubaland               | Somalia           | Prim vicepreședinte                                                          | Abdulahi Sheik Ismael Fara-Tag     | 16 august 2015 ?   |
| Jubaland               | Somalia           | Al doilea vicepreședinte                                                     | Abdulkadir Haji Mohamed Luga-Dhere | 16 august 2015     |
| Jubaland               | Somalia           | Prim vicepreședinte al Consililui Executiv al Administrației Interimare      | funcție ȋnlocuitǎ                  | 16 august 2015 ?   |
| Jubaland               | Somalia           | Prim vicepreședinte al Consililui Executiv al Administrației Interimare      | Abdulahi Sheik Ismael Fara-Tag     | 20 ianuarie 2014 ? |
| Jubaland               | Somalia           | Al doilea vicepreședinte al Consililui Executiv al Administrației Interimare | funcție ȋnlocuitǎ                  | 16 august 2015 ?   |
| Jubaland               | Somalia           | Al doilea vicepreședinte al Consililui Executiv al Administrației Interimare | Abdulkadir Haji Mohamed Luga-Dhere | 20 ianuarie 2014 ? |
| Kurdistanul Irakian    | Irak              | Vicepreședinte                                                               | Kosrat Rasul Ali                   | 14 iunie 2005      |
| Puntland               | Somalia           | Vicepreședinte                                                               | Abdihakim Amey                     | 8 ianuarie 2014    |
| Zanzibar, Arhipelagul  | Tanzania          | Vicepreședinte                                                               | Seif Sharif Hamad                  | 9 noiembrie 2010   |
| Zanzibar, Arhipelagul  | Tanzania          | Vicepreședinte                                                               | Seif Ali Iddi                      | noiembrie 2010     |

## Guverne în exil și / sau alterantive
| Entitate                                              | Suveranitate și statut                                                                             | Funcția                                                                                            | Numele                                                                  | Începând cu     |
| ----------------------------------------------------- | -------------------------------------------------------------------------------------------------- | -------------------------------------------------------------------------------------------------- | ----------------------------------------------------------------------- | --------------- |
| Republica Autonemă Abhazia                            | Georgia · Abhazia · Guvernul Republicii Autoneme Abhazia                                           | Președinte adjunct al Consliului Suprem                                                            | Tamaz Khubua                                                            | aprilie 2009    |
| Himan și Heeb                                         | Somalia · (Stat autonom nerecunoscut în cadrul Somaliei)                                           | Vicepreședinte                                                                                     | Abdirihman Shaaticadde                                                  | 2013??          |
| Khatumo                                               | Somalia · (Stat autonom nerecunoscut în cadrul Somaliei)                                           | Vicepreședinte                                                                                     | Abdallah Haybe Agalule                                                  | august 2014     |
| Guvernul Salvării Naționale al Libiei                 | Libia (guvern alternativ sub controlul Noului Congres Național General al Libiei)                  | Primul Președinte Adjunct al Noului Congres Național General                                       | Mohammad Awad Abdul-Sadiq (corevendicator ȋncepȃnd cu februarie 2015)   | februarie 2015  |
| Guvernul Salvării Naționale al Libiei                 | Libia (guvern alternativ sub controlul Noului Congres Național General al Libiei)                  | Al Doilea Președinte Adjunct al Noului Congres Național General                                    | Saleh Makzoon , (corevendicator ȋncepȃnd cu august 2014)                | februarie 2015  |
| Guvernul Salvării Naționale al Libiei                 | Libia (guvern alternativ sub controlul Noului Congres Național General al Libiei)                  | Președinte Adjunct al Noului Congres Național General                                              | funcție înlocuită                                                       | februarie 2015  |
| Guvernul Salvării Naționale al Libiei                 | Libia (guvern alternativ sub controlul Noului Congres Național General al Libiei)                  | Președinte Adjunct al Noului Congres Național General                                              | Saleh Makzoon , (corevendicator din august 2014 până în februarie 2015) | -               |
| Guvernul Interimar al Siriei                          | Siria · (Guvern alternativ al opoziției siriene)                                                   | Vicepreședinți ai Coaliției Naționale a Forțelor de Opoziție și a Revoluției din Siria (succesivi) | Hisham Ibrahim Marwah                                                   | 5 ianuarie 2015 |
| Guvernul Interimar al Siriei                          | Mohammed Farouk Tayfur                                                                             | Vicepreședinți ai Coaliției Naționale a Forțelor de Opoziție și a Revoluției din Siria (succesivi) | 6 iulie 2013                                                            |                 |
| Guvernul Interimar al Siriei                          | Vicepreședinți ai Coaliției Naționale a Forțelor de Opoziție și a Revoluției din Siria (succesivi) | Naghm Al Ghadri                                                                                    | 5 ianuarie 2015                                                         |                 |
| Guvernul Interimar al Siriei                          | Vicepreședinți ai Coaliției Naționale a Forțelor de Opoziție și a Revoluției din Siria (succesivi) | Souheïr Al Atassi                                                                                  | 11 noiembrie 2012                                                       |                 |
| Guvernul Interimar al Siriei                          | Vicepreședinte al Coaliției Naționale a Forțelor de Opoziție și a Revoluției din Siria             | Noura al-Ameer                                                                                     | 5 ianuarie 2015                                                         |                 |
| Guvernul Interimar al Siriei                          | Vicepreședinte al Coaliției Naționale a Forțelor de Opoziție și a Revoluției din Siria             | Salim Muslit                                                                                       | 6 iulie 2013                                                            |                 |
| Guvernul Comitetului Revoluționar Suprem al Yemenului | Yemen · (Guvernul alternativ al Comitetului Revoluționar Suprem al Yemenului)                      | Președinte Adjunct al Consiliului Revoluționar Suprem                                              | Naef Ahmed al-Qanis (corevendicator ȋncepȃnd cu aprilie 2015)           | aprilie 2015    |